# ツヴェンテンドルフ原子力発電所

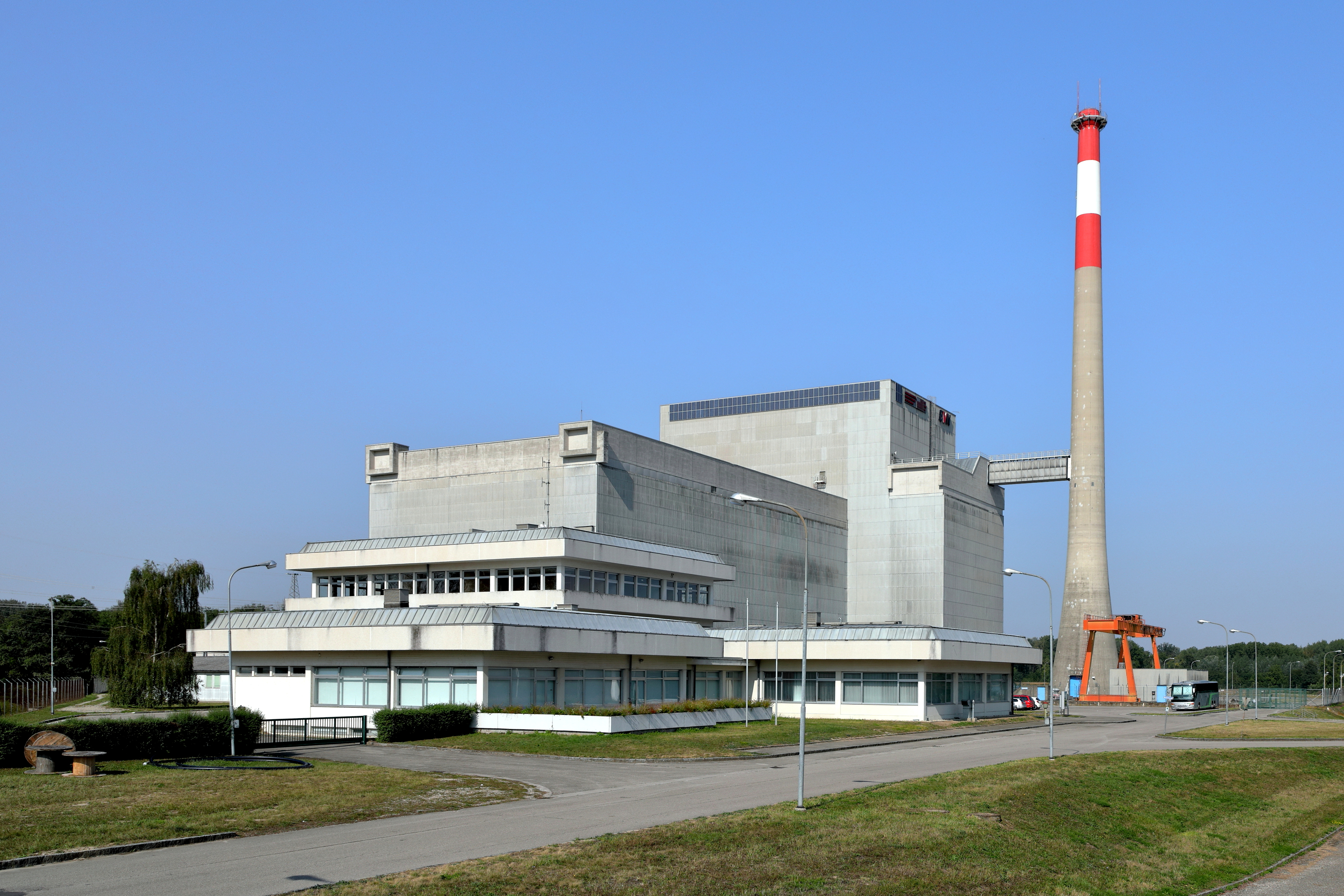
外観

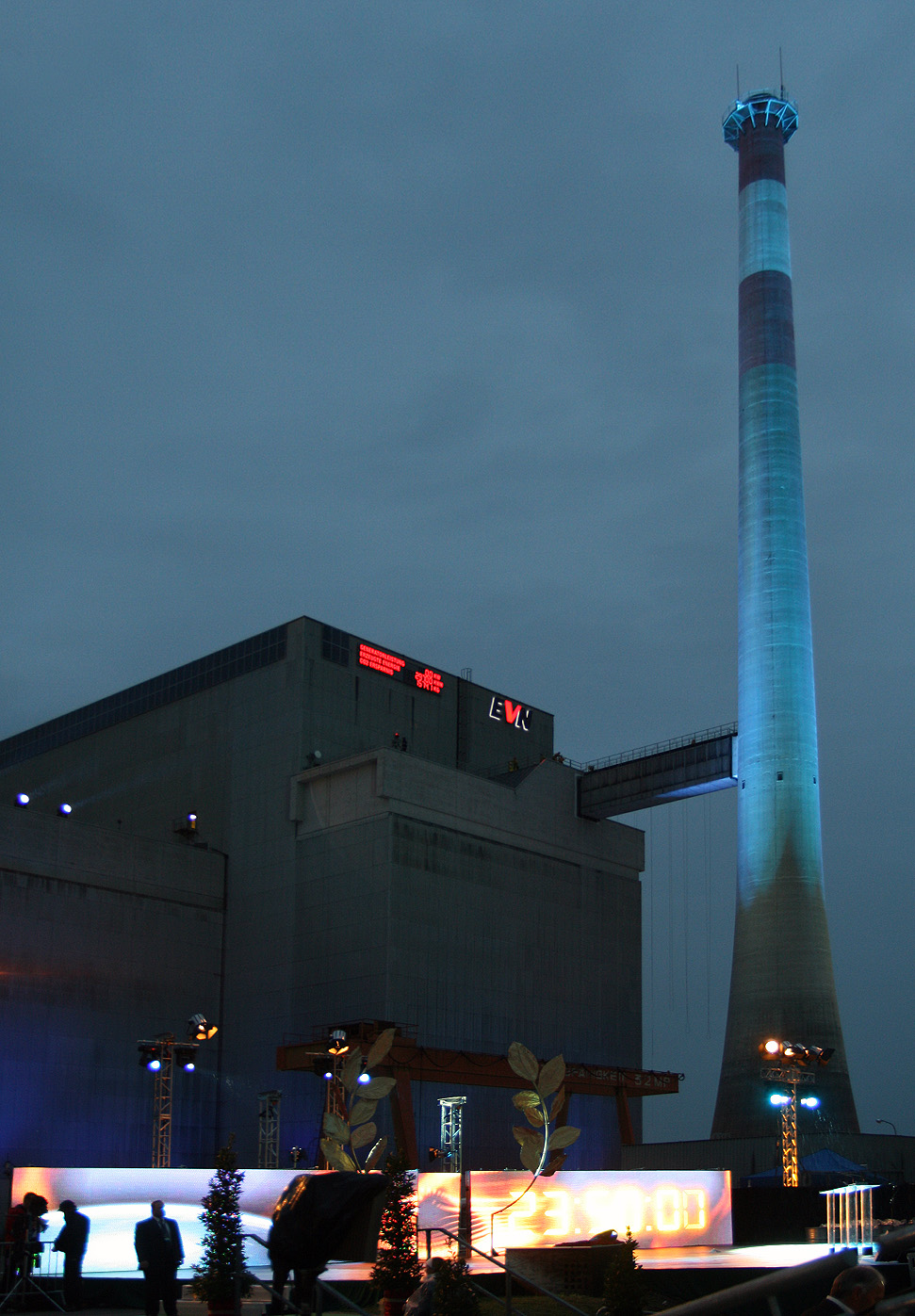
2009年、セーブ・ザ・ワールド賞中にライトアップされたツヴェンテンドルフ原発

ツヴェンテンドルフ原子力発電所(ドイツ語: Kernkraftwerk Zwentendorf)は、オーストリアで最初に建設された原子力発電所。
ニーダーエスターライヒ州ツヴェンテンドルフで建設が始まり、原発は完成したものの、運用されることはなかった。

## 概略
1972年の4月に建設が開始され、692MWの発電量の沸騰水型原子炉を建設することとなった。これは幾つかのオーストリア電力公益企業の共同企業体によって、当初計画されていた6ヶ所の原発の最初の一つとして建設が始まった。当初コストはおおよそ140億オーストリア・シリングで、現在価格ではおおよそ10億ユーロとされる。換気煙突は110mの高さを誇った。
しかし、ツヴェンテンドルフの運用開始や他の5個の原発の建設は1978年11月5日に投票によって中止された。この投票では50.47%がツヴェンテンドルフの立ち上げ反対に投票した。また、1987年にオーストリアは発電のための核分裂炉を禁止する法を制定し、以降これを保持している。
現在発電所は一部解体されている。発電所はオーストリアのEVNグループが保有しており、太陽光発電所や教育施設として使われている。ツヴェンテンドルフ原発の代替としてデュルンロア火力発電所が建設された。
1978年の投票の後、電力生産目的で立てられた、運用された原子炉は存在しない。しかしながら1960年代以降、科学目的の3基の小型原子炉が建設され利用されており、現在も1機は稼動している。

## 画像

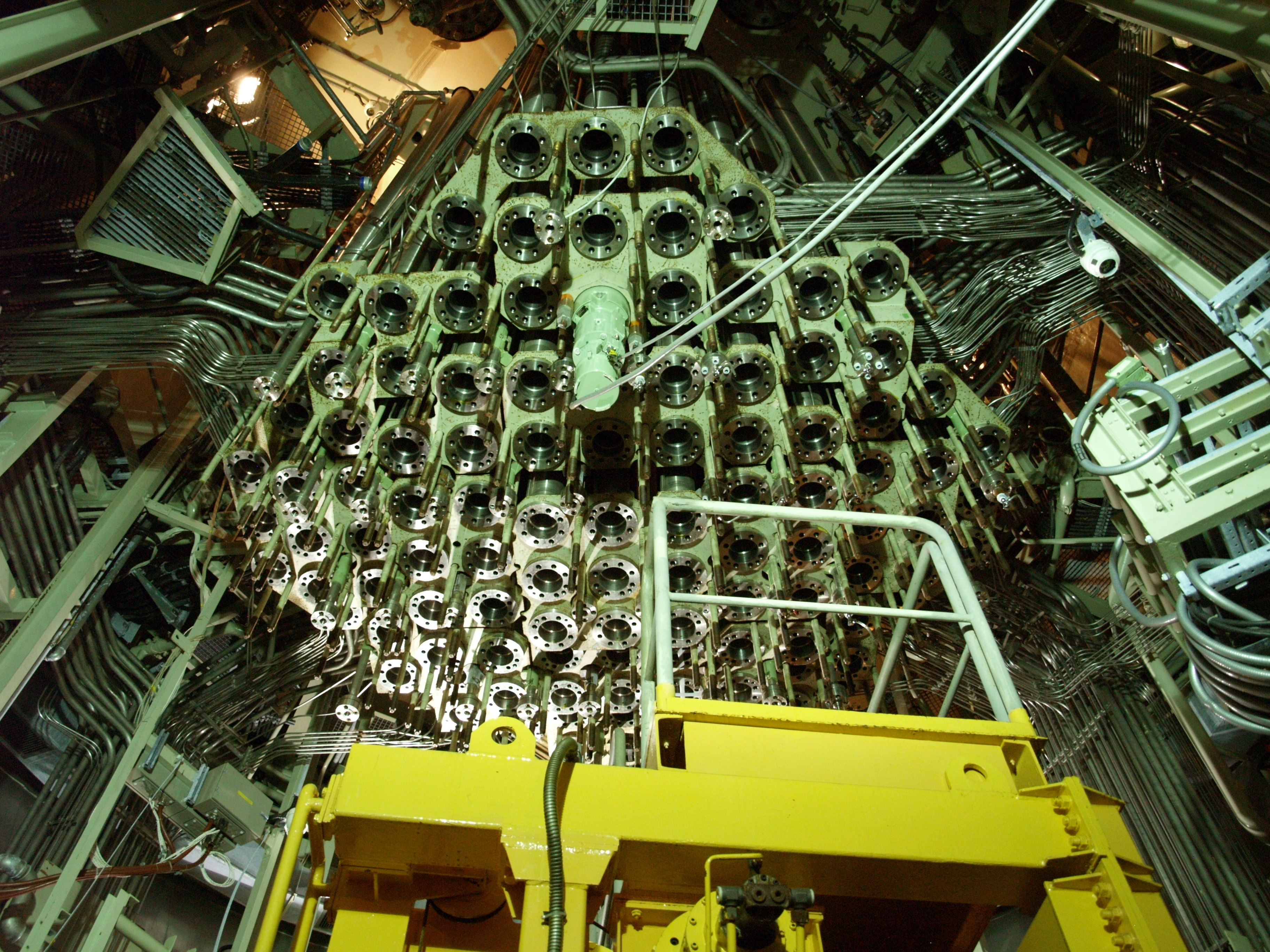
原子炉圧力容器底部のコントロールメカニズム
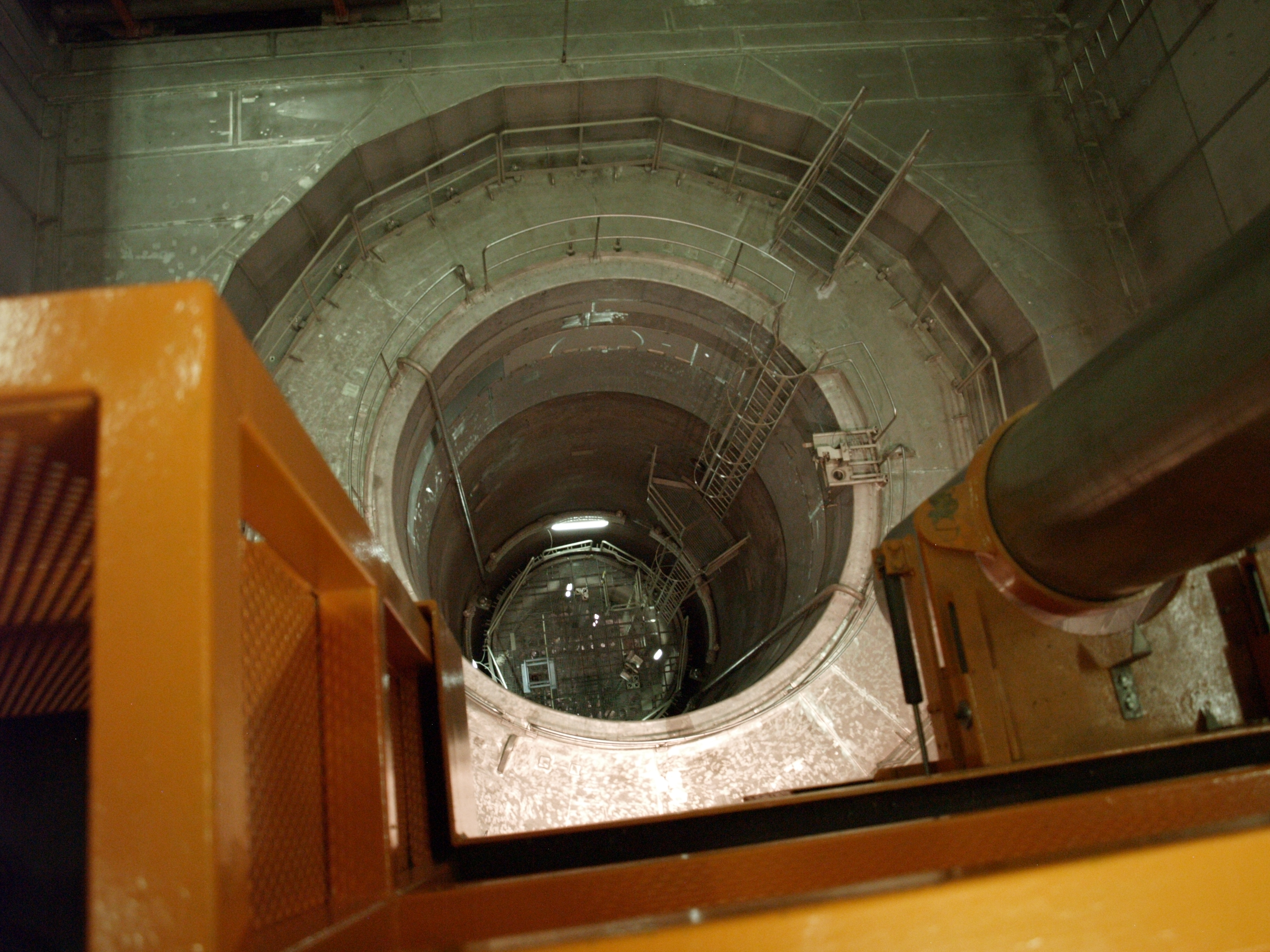
上部からみた圧力容器
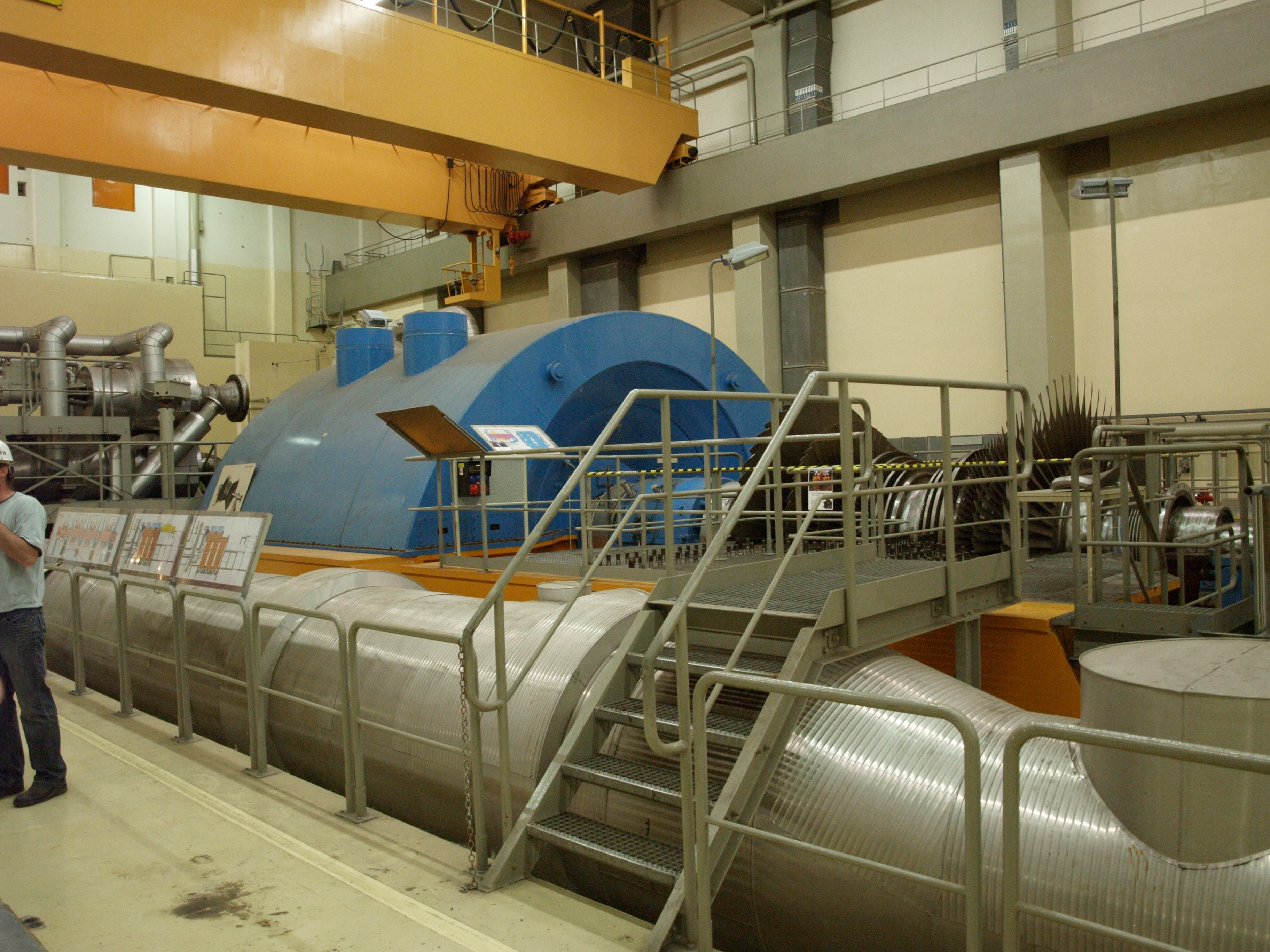
低圧タービン
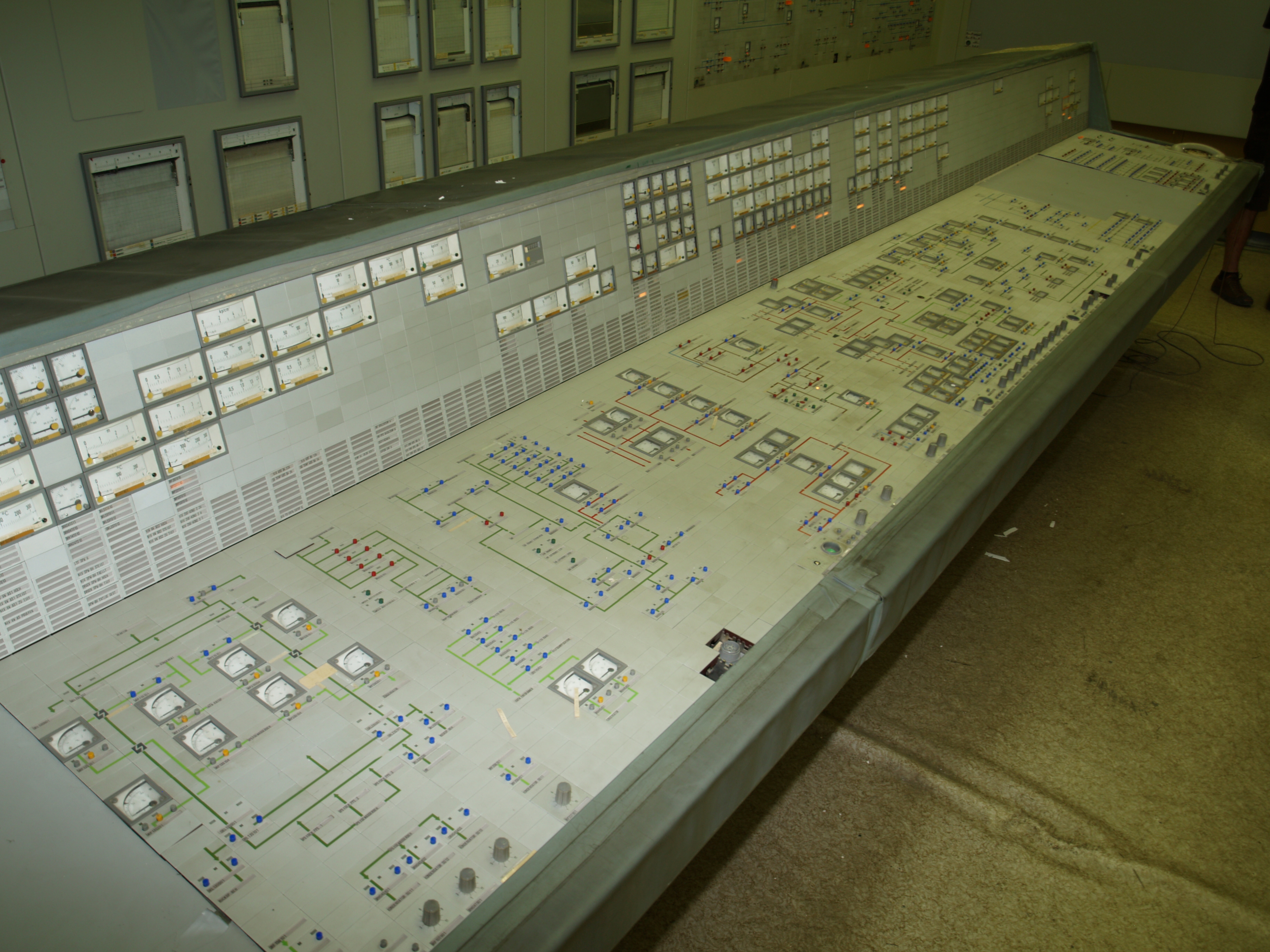
運転室の制御パネル